# Löpning 3 000 meter
3 000 meter löpning är en friidrottsgren som tillhör medeldistanslöpning. 3 000 meter har på herrsidan aldrig varit en del av det olympiska programmet och inte heller har distansen funnits med i världsmästerskap utomhus, 3000 m är en mästerskapsgren i världsmästerskap inomhus och grenen är fortfarande vanligt förekommande vid friidrottstävlingar. 
På damsidan var 3 000 meter en distans som förekom i både Olympiska Spelen och världsmästerskapen fram till och med VM 1995 och OS 1996 då den byttes ut mot 5 000 meter.

## Tio snabbaste löparna på 3 000 meter

### Män
Uppdaterat den 9 juli 2008
| Rank | Res.    | Namn               | Nation   | Datum            | Plats     |
| ---- | ------- | ------------------ | -------- | ---------------- | --------- |
| 1.   | 7.20,67 | Daniel Komen       | Kenya    | 1 september 1996 | Rieti     |
| 2.   | 7.23,09 | Hicham El Guerrouj | Marocko  | 3 september 1999 | Bryssel   |
| 3.   | 7.25,02 | Ali Saïdi-Sief     | Algeriet | 18 augusti 2000  | Monaco    |
| 4.   | 7.25,09 | Haile Gebrselassie | Etiopien | 28 augusti 1998  | Bryssel   |
| 5.   | 7.25,11 | Noureddine Morceli | Algeriet | 2 augusti 1994   | Monaco    |
| 6.   | 7.25,79 | Kenenisa Bekele    | Etiopien | 7 augusti 2007   | Stockholm |
| 7.   | 7.26,62 | Mohammed Mourhit   | Belgien  | 18 augusti 2000  | Monaco    |
| 8.   | 7.27,18 | Moses Kiptanui     | Kenya    | 25 juli 1995     | Monaco    |
| 9.   | 7.27,59 | Luke Kipkosgei     | Kenya    | 8 augusti 1998   | Monaco    |
| 10.  | 7.27,72 | Eliud Kipchoge     | Kenya    | 3 september 2004 | Bryssel   |

### Kvinnor
Uppdaterat den 9 juli 2008
| Rank | Res.    | Namn              | Nation         | Datum             | Plats     |
| ---- | ------- | ----------------- | -------------- | ----------------- | --------- |
| 1.   | 8.06,11 | Junxia Wang       | Kina           | 13 september 1993 | Peking    |
| 2.   | 8.12,18 | Yunxia Qu         | Kina           | 13 september 1993 | Peking    |
| 3.   | 8.16,50 | Zhang Linli       | Kina           | 13 september 1993 | Peking    |
| 4.   | 8.19,78 | Ma Liyan          | Kina           | 12 september 1993 | Peking    |
| 5.   | 8.21,42 | Gabriela Szabo    | Rumänien       | 19 juli 2002      | Monaco    |
| 6.   | 8.21,64 | Sonia O'Sullivan  | Irland         | 15 juli 1994      | London    |
| 7.   | 8.21,84 | Zhang Lirong      | Kina           | 13 september 1993 | Peking    |
| 8.   | 8.22,20 | Paula Radcliffe   | Storbritannien | 19 juli 2002      | Monaco    |
| 9.   | 8.22,62 | Tatjana Kazankina | Sovjetunionen  | 26 augusti 1984   | Leningrad |
| 10.  | 8.23,23 | Edith Masai       | Kenya          | 19 juli 2002      | Monaco    |